# Kanton Yenne
Kanton Yenne (francouzsky Canton de Yenne) je francouzský kanton v departementu Savojsko v regionu Rhône-Alpes. Tvoří ho 14 obcí.

## Obce kantonu
- La Balme
- Billième
- La Chapelle-Saint-Martin
- Jongieux
- Loisieux
- Lucey
- Meyrieux-Trouet
- Ontex
- Saint-Jean-de-Chevelu
- Saint-Paul
- Saint-Pierre-d'Alvey
- Traize
- Verthemex
- Yenne